# Coghinas
Le Coghinas est un fleuve du nord-ouest de la Sardaigne qui prend sa source aux Monts de Alà, dans la province de Sassari. Sa longueur est de 116 km.

## Géographie
Un barrage long de 185 m, large de 58 m et d'une capacité de 254 millions de m3, a été construit sur son cours, près du rétrécissement du Muzzone. Ce bassin artificiel est équipé d'une centrale électrique, construite en 1937.
Ses principaux affluents sont le Rio de s'Elema et le Rio Mannu.
Il se jette dans le golfe d'Asinara à proximité de Valledoria, dans la province de Sassari.
Coghinas, qui en Logudorese signifie cuisine, est issu du jaillissent de sources d'eau chaude près de Castel Doria et qui ont donné vie à une station thermale déjà connue à l'époque romaine.

## Sources
- (it) Cet article est partiellement ou en totalité issu de l’article de Wikipédia en italien intitulé « Coghinas » (voir la liste des auteurs).